# Praomys misonnei
Praomys misonnei är en däggdjursart som beskrevs av Van der Straeten och Fritz Dieterlen 1987. Praomys misonnei ingår i släktet afrikanska mjukpälsråttor, och familjen råttdjur. IUCN kategoriserar arten globalt som livskraftig. Inga underarter finns listade i Catalogue of Life.
Kroppslängden (huvud och bål) är 89 till 123 mm, svanslängden är 113 till 163 mm och vikten varierar mellan 27 och 48 g. Arten har cirka 24 mm långa bakfötter och ungefär 18 mm stora öron. Håren som bildar ovansidan päls är gråa vid roten och rödbruna eller gråa vid spetsen och pälsen ser därför rödbrun eller grå ut. Oftast har äldre exemplar den rödaktiga pälsen. Undersidan är täckt av ljusgrå till vit päls. På svansen förekommer endast några enstaka hår och den är mörkgrå på ovansidan samt ljusgrå på undersidan. Tydliga skillnader mot andra släktmedlemmar finns i kindtändernas konstruktion. Honor har två spenar på bröstet och fyra vid ljumsken.
Denna gnagare förekommer i kulliga områden och i låga bergstrakter i nordöstra Kongo-Kinshasa. Den lever i regioner mellan 500 och 1650 meter över havet. Praomys misonnei vistas främst i regnskogar men den besöker även andra skogar och odlade områden nära skogar. Individerna vistas främst på marken men de kan klättra i träd. Fortplantningen sker vanligen under regntiden mellan september och maj. Honor föder två till fem ungar per kull.